# Felisberto Monteiro Guterres

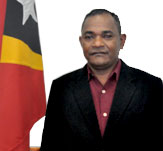
Felisberto Monteiro Guterres

Felisberto Monteiro Guterres (* 10. Dezember 1967 in Ossu, Portugiesisch-Timor) ist ein Politiker aus Osttimor. Er ist Mitglied der Partei FRETILIN.
Guterres beendete 1990 die Prä-Sekundärschule. Von 2012 bis 2017 war er Abgeordneter im Nationalparlament Osttimors und hier Mitglied der Kommission für Wirtschaft und Entwicklung (Kommission D). Bei den Wahlen 2017 wurde er nicht mehr auf der Wahlliste der FRETILIN aufgestellt.